# Thestios
Thestios (řecky Θέστιος, latinsky Thestius) je v řecké mytologii aitólský král, syn krále Agénora nebo boha války Aréa.
V mýtech nejsou uvedeny žádné hrdinské činy ani zásluhy, pyšní se však svými potomky:
- dcera Althaia se stala matkou hrdiny Meleagra
- dcera Léda byla matkou
  - bratrů Kastora a Polydeuka zvaných Dioskúrové
  - Klytaiméstry, zrádné manželky mykénského krále Agamemnóna
  - Heleny manželky Meneláa unesená Paridem, která se stala příčinou trójské války

Král Thestios poskytl útočiště Tyndareovi ze Sparty, když byl vyhnán svým bratrem. Tyndareós se posléze stal manželém Lédy a také nástupcem na královském trůnu ve Spartě.